# Danielle DuClos
Danielle DuClos (29 settembre 1974) è un'attrice statunitense.

## Biografia
Ha iniziato a recitare in televisione all'età di 8 anni ed è anche nota per aver interpretato la figlia di Robert De Niro in Prima di mezzanotte.

## Carriera

### Filmografia parziale
- Signs of Life, regia di John David Coles (1989)
- Spie in erba (Zits), regia di Arthur Sherman (1988)
- Prima di mezzanotte (Midnight Run), regia di Martin Brest (1988)